# Domènec Pastor i Petit
Domènec Pastor i Petit, (castellanitzat com: Domingo Pastor Petit), (l'Hospitalet de Llobregat, 1927 — 30 d'octubre de 2014) fou un periodista i escriptor català, especialista en espionatge i la Guerra Civil espanyola. Va ser un dels principals experts europeus en espionatge.

## Biografia[calcitació]
Escriptor, administratiu, redactor, assessor de seguretat empresarial i contraespionatge industrial. Va col·laborar amb la Gran Enciclopèdia Catalana, amb l'Enciclopèdia Espasa i en altres. Va obtenir un premi de la RTVF (París) per la versió francesa del seu llibre Anatomia del espionaje : L'Espionnage (ed. Julliard, 1975). Ha redactat els textos o bé ha assessorat els treballs següents: 13 episodis sobre la història de l'espionatge a partir d'enregistraments fets durant la II GM, emesos per TV2 el 1991, i entrevistes del programa En el ojo del huracán, emès per Hispasat el 1994.
També fou col·laborador en mitjans de comunicació i en revistes científiques i culturals: Avui, Estudios, Boletín de la Moda, Paseo, Salud, La Vanguardia, Diario de Barcelona, Destino, El País, Historia y Vida, Historia 16, Ya, Seguridad Internacional, Seguritecnia.

## Obres
En català
- Un crit de rebellió, L'Hospitalet de Llobregat: Centre Catòlic, 1954; Pluja. 1954
- Objectiu: entrevistar Jesús, (1986)
- L'espia Lablonde a l'Ebre, Ràdio: Ràdio 4, 1980
- Els espies catalans, (1988)

En castellà
- Espías en acción (1962)
- La mujer en el espionaje (1970)
- Anatomia del espionaje (1970)
- Diccionario del espionaje (1971)
- Los Secretos del mundo del espionaje, (1972)
- Espias y traidores de hoy: análisis de una epidemia -la espiomanía- a nivel planetario, (1974)
- Los Espías denuncian, (1976)
- La Guerra de los espías, (1976)
- Espionaje, España 1936-1939, (1977)
- La Cinquena columna a Catalunya, 1936-39, (1978)
- Secretos de la Guerra Civil files, (1978)
- La Guerra secreta: lo más increíble del espionaje, (1979)
- El bandolerismo en España, (1979)
- Espías españoles [del pasado y del presente], (1979)
- Famélica posguerra, (1979)
- Seguridad y autoprotección, (1980)
- Seguridad empresarial, (1982)
- Seguridad comercial, (1984)
- El Mensaje, (1984)
- Manual de seguridad ciudadana, (1986)
- Espionaje: la Segunda Guerra Mundial y España, (1990)
- El Contraespionaje industrial: estrategia y táctica, (1991)
- "La Guerra psicológica en las dictaduras", (1994)
- "Diccionario Enciclopédico del Espionaje", (1996)
- "Hollywood responde a la Guerra Civil", (1936-1939) (1997)
- India: ángeles o demonios, (1997)